# Malena Alterio
Malena Grisel Alterio Bacaicoa (Buenos Aires, 21 de enero de 1974), conocida como Malena Alterio, es una actriz argentina nacionalizada española. Se dio a conocer por su papel de Belén López Vázquez en la serie de televisión Aquí no hay quien viva. Ha trabajado en cine y televisión tanto en  España como en Hispanoamérica. Ganó el Premio Goya a la mejor actriz en el año 2024 por el largometraje Que nadie duerma.

## Biografía
Es hija de Héctor Alterio y Ángela Bacaicoa, y hermana de Ernesto Alterio. Tiene ascendencia italiana, sus abuelos eran originarios de Carpinone, Molise. También tiene ascendencia española, sus abuelos maternos procedían de Navarra. Cuando apenas contaba con unos meses de edad, su familia emigró a Madrid tras las amenazas de muerte que recibió su padre en su Argentina natal por la Triple A.
Malena estudió interpretación durante cuatro años en la escuela de Cristina Rota, que llegó a compaginar con sus estudios de COU. También se formó en danza clásica y contemporánea y toca la flauta y canta.
En 2003, se casó con el también actor y productor de teatro, Luis Bermejo. Se divorciaron en 2016.

## Carrera profesional
Tuvo su primera oportunidad en el cine con la comedia El palo (2000), donde interpretaba a una ladrona marginal que se hacía llamar Pecho-lata. Al año siguiente fue finalista al Premio Goya en la categoría de mejor actriz revelación por dicho trabajo.
A este trabajo se le sumarían los llevados a cabo en Torremolinos 73 (2003) y Las voces de la noche (2004). En 2004 entregó el Goya de Honor a su padre, en compañía de su hermano. Empezó su carrera en la televisión participando en series como Hermanas o El comisario.
Aunque el personaje que ha marcado su carrera ha sido el de Belén López Vázquez en Aquí no hay quien viva, a la que interpretó durante tres años. Gracias al éxito de la serie, Malena obtuvo el premio a la mejor actriz secundaria de la Unión de Actores en 2004, una candidatura a los Fotogramas de Plata en 2005 y el Premio a la Mejor Actriz según la Academia de Televisión Española en 2005. El 6 de julio de 2006, la serie llegó a su fin debido a la compra del 15% de la productora por parte de Telecinco. En abril de 2007, Telecinco estrenó La que se avecina, en la que Malena Alterio interpretó a Cristina durante la primera temporada de 13 capítulos.
En 2008 interpretó sobre los escenarios madrileños la obra Tío Vania, de Antón Chéjov, y en agosto del mismo año se estrenó en los cines de España Una palabra tuya con su primer papel protagonista, junto a otra actriz televisiva Esperanza Pedreño, la Cañizares de la también exitosa serie de Telecinco Camera Café. En 2009 se estrenó Al final del camino, que Malena protagonizó junto a Fernando Tejero.
En 2009 empezó a rodar una serie llamada Supercharly con Luis Callejo, cuyo estreno estaba previsto en Telecinco a principios de 2010, pero la cadena decidió retrasarla al verano del mismo año. Su rodaje se canceló cuando ya tenían rodados 5 de los 13 capítulos de la primera temporada y se emitió en verano de 2010. También ese año estuvo en el Teatro Valle-Inclán con la obra Madre Coraje y sus hijos que se estrenó el 11 de febrero de 2010 y en principio iba a terminar el 4 de abril pero se prorrogó hasta el 11 de abril por la gran demanda de entradas para asistir a la obra. Ese mismo año estrenó su película Nacidas para sufrir donde interpretaba a una monja.
En 2010 también grabó en Alicante el film Cinco metros cuadrados, protagonizada junto a Fernando Tejero y Jorge Bosch, el cual se estrenó en los cines después de haber ganado 5 Biznagas de oro en el XIV Festival de cine de Málaga. En marzo de 2011 se alzó con el premio Fotogramas de Plata 2010 a la Mejor Actriz de teatro, por su obra Madre Coraje y sus hijos. Posteriormente se unió al reparto de la serie de televisión para La Sexta BuenAgente, que se emitió entre el 5 de mayo y el 2 de diciembre de 2011.
A principios de 2012 rodó en Barcelona una miniserie para TVE de sólo dos episodios titulada Carta a Eva, sobre el viaje de Eva Perón a España en época de Franco y dirigida por Agustí Villaronga.
Durante el mes de septiembre de 2012, Malena estuvo inmersa en el ensayo de su obra teatral Los hijos se han dormido, una adaptación de la obra dramática La gaviota de Anton Chejov. Su estreno tuvo lugar en el mes de octubre en la Nave n.º 4 del Teatro Matadero de Madrid, y después se embarcó en una extensa gira por gran parte de la geografía española hasta terminarla el 11 de mayo de 2013. En junio de 2013 hizo un cameo en la segunda temporada de Frágiles interpretando a Sor Blanca.
En octubre de 2013, Malena volvió a subir a los escenarios, esta vez para participar en la obra Emilia junto a Gloria Muñoz, Alfonso Lara, Daniel Grao y David Castillo. La gira de dicha obra teatral se alargó hasta finales de 2014.
En 2015 protagoniza la serie Rabia emitida por la cadena Cuatro entre septiembre y noviembre de ese año. También en 2015 formó parte del reparto de la película de comedia Perdiendo el Norte. En octubre de 2015 se da a conocer que protagonizará El hombre de tu vida junto con José Mota, Paco Tous y Norma Ruiz. La serie, de solo una temporada, se estrenó en mayo de 2016.
En abril de 2016 se da a conocer por varios portales de Internet que fichaba la serie Vergüenza del canal #0. En este proyecto encarnó a Nuria, que está casada con Jesús (Javier Gutiérrez), una pareja que vive en continua discusión y en múltiples ocasiones quedan avergonzados delante su familia y amigos. Por dicho trabajo, Alterio fue galardonada en 2017 como Mejor actriz de televisión en los Premios Fotogramas de Plata. En 2018 recibió las distinciones de Mejor actriz protagonista de una serie en los Premios Feroz y Mejor actriz protagonista de televisión en los Premios de la Unión de Actores y Actrices.
En 2019 estrenó la serie de comedia negra de Telecinco Señoras del (h)AMPA, junto a Toni Acosta, Nuria Herrero y Mamen García. También ese año estrenó las películas Bajo el mismo techo, que protagoniza junto a Daniel Guzmán; y Perdiendo el este.
En 2024 ganó el Premio Goya a la mejor actriz femenina por su papel protagonista en Que nadie duerma, película dirigida por Antonio Méndez Esparza y escrita junto a Clara Roquet y Juan José Millás, adaptación de la novela homónima de Millás.

## Filmografía

### Películas
| Año  | Título                       | Personaje      | Dirección                |
| ---- | ---------------------------- | -------------- | ------------------------ |
| 2000 | El palo                      | Violeta        | Eva Lesmes               |
| 2001 | Mezclar es malísimo          | Julia          | David Serrano de la Peña |
| 2002 | Cásate conmigo, Maribel      | Nini           | Ángel Blasco             |
| 2002 | El balancín de Iván          | Eva            | Darío Stegmayer          |
| 2003 | Las voces de la noche        | Julia          | Salvador García Ruiz     |
| 2003 | Torremolinos 73              | Vanessa        | Pablo Berger             |
| 2005 | Entre nosotros               | Patricia       | Darío Stegmayer          |
| 2006 | Días de cine                 | Gloria         | David Serrano de la Peña |
| 2007 | La torre de Suso             | Marta          | Tom Fernández            |
| 2007 | Casual Day                   | Bea            | Max Lemcke               |
| 2007 | Miguel y William             | Magadalena     | Inés París               |
| 2008 | Una palabra tuya             | Rosario        | Ángeles González-Sinde   |
| 2009 | Al final del camino          | Pilar          | Roberto Santiago         |
| 2010 | Nacidas para sufrir          | Marta          | Miguel Albaladejo        |
| 2011 | Cinco metros cuadrados       | Virginia       | Max Lemcke               |
| 2015 | Perdiendo el norte           | Marisol        | Nacho G. Velilla         |
| 2017 | Moira                        | Laura          | Daniel Lovecchio         |
| 2018 | Bajo el mismo techo          | Lucía          | Juana Macías             |
| 2019 | Perdiendo el este            | Marisol        | Paco Caballero           |
| 2020 | Hasta que la boda nos separe | Chef           | Dani de la Orden         |
| 2020 | La maldición del guapo       | Dora           | Beda Docampo Feijóo      |
| 2021 | Espejo, espejo               | Cristina       | Marc Crehuet             |
| 2022 | Mama no enRedes              | Clara          | Daniela Fejerman         |
| 2023 | Que nadie duerma             | Lucía          | Antonio Méndez Esparza   |
| 2023 | Bajo terapia                 | Marta          | Gerardo Herrero          |
| 2024 | Mala persona                 | Sagrario       | Fer García-Ruiz          |
| 2024 | Odio el verano               | Marisa Sabroso | Fer García-Ruiz          |

### Series de televisión
| Año       | Serie                  | Canal                                   | Personaje                | Notas        |
| --------- | ---------------------- | --------------------------------------- | ------------------------ | ------------ |
| 1998      | Hermanas               | Telecinco                               | Isabel                   | 1 episodio   |
| 2003      | El comisario           | Telecinco                               | Agente Lorena            | 6 episodios  |
| 2003-2006 | Aquí no hay quien viva | Antena 3                                | Belén López Vázquez      | 91 episodios |
| 2007      | La que se avecina      | Telecinco                               | Cristina "Cris" Aguilera | 13 episodios |
| 2008      | Muchachada Nui         | La 2                                    | Atracada                 | 1 episodio   |
| 2010      | Supercharly            | Telecinco                               | Leonor "Leo" Robledo     | 5 episodios  |
| 2011      | BuenAgente             | La Sexta                                | Lola Herranz             | 20 episodios |
| 2012      | Carta a Eva            | TVE                                     | Lilian                   | 2 episodios  |
| 2013      | Frágiles               | Telecinco                               | Sor Blanca               | 1 episodio   |
| 2015      | Rabia                  | Cuatro                                  | Silvia Soler García      | 8 episodios  |
| 2016      | El hombre de tu vida   | TVE                                     | Gloria Rubio             | 8 episodios  |
| 2017-2020 | Vergüenza              | #0                                      | Nuria Díaz Guijarro      | 23 episodios |
| 2019-2021 | Señoras del (h)AMPA    | Telecinco / Cuatro / Amazon Prime Video | Lourdes Sanguino         | 26 episodios |
| 2024      | En fin                 | Amazon Prime Video                      | Julia                    | 6 episodios  |

## Teatro
- Musicantes (1995)... Dirección: Daniel Lovecchio.
- Náufragos (1997)... Dirección: María Boto y Jesús Amate.
- Lorca al rojo vivo (1998)... Dirección: Cristina Rota.
- La barraca (1998)... Dirección: Cristina Rota.
- La pastelera (1999)... Dirección: Malena Alterio.
- Encierro (1999)... Dirección: Andrés Lima.
- El obedecedor (2000)... Dirección: Amparo Valle.
- Rulos (2001)... Dirección: Fernando Soto.
- Séptimo cielo (2005)... Dirección: José Pascual.
- Tío Vania de Antón Chéjov (2007)... Dirección: Carles Alfaro.
- Madre Coraje y sus hijos de Bertolt Brecht (2011)... Dirección: Gerardo Vera.
- Los hijos se han dormido (2012)... Dirección: Gerardo Vera.[29]
- Emilia (2013-2014)... Dirección: Claudio Tolcachir.
- Atchuss (2015)... Dirección: Carles Alfaro.
- Los universos paralelos de David Lindsay-Abaire (2018)... Dirección: David Serrano de la Peña.[46]
- Los que hablan de Pablo Rosal (2020)... Dirección: Pablo Rosal.[47]
- Los amigos de ellos dos (2024)... Dirección: Daniel Veronese

## Premios
Premios Goya
| Año  | Categoría                                  | Trabajo          | Resultado |
| ---- | ------------------------------------------ | ---------------- | --------- |
| 2000 | Mejor actriz revelación                    | El palo          | Nominada  |
| 2023 | Mejor interpretación femenina protagonista | Que nadie duerma | Ganadora  |

Medallas del Círculo de Escritores Cinematográficos
| Año  | Categoría    | Trabajo          | Resultado |
| ---- | ------------ | ---------------- | --------- |
| 2023 | Mejor actriz | Que nadie duerma | Ganadora  |

Premios de la Unión de Actores y Actrices
| Año  | Categoría                               | Trabajo                  | Resultado |
| ---- | --------------------------------------- | ------------------------ | --------- |
| 2003 | Mejor actriz secundaria de televisión   | Aquí no hay quien viva   | Ganadora  |
| 2008 | Mejor actriz secundaria de teatro       | Tío Vania                | Ganadora  |
| 2012 | Mejor actriz secundaria de teatro       | Los hijos se han dormido | Ganadora  |
| 2017 | Mejor actriz protagonista de televisión | Vergüenza                | Ganadora  |
| 2023 | Mejor actriz protagonista de cine       | Que nadie duerma         | Ganadora  |

Fotogramas de Plata
| Año  | Categoría                  | Trabajo                  | Resultado |
| ---- | -------------------------- | ------------------------ | --------- |
| 2004 | Mejor actriz de televisión | Aquí no hay quien viva   | Nominada  |
| 2010 | Mejor actriz de teatro     | Madre Coraje y sus hijos | Ganadora  |
| 2017 | Mejor actriz de televisión | Vergüenza                | Ganadora  |

Premios Feroz
| Año  | Categoría                              | Película         | Resultado |
| ---- | -------------------------------------- | ---------------- | --------- |
| 2018 | Mejor actriz protagonista de una serie | Vergüenza        | Ganadora  |
| 2019 | Mejor actriz protagonista de una serie | Vergüenza        | Nominada  |
| 2023 | Mejor actriz protagonista              | Que nadie duerma | Ganadora  |

Premios Cinematográficos José María Forqué
| Año  | Categoría                 | Película         | Resultado |
| ---- | ------------------------- | ---------------- | --------- |
| 2023 | Mejor actriz protagonista | Que nadie duerma | Ganadora  |

Helecho de Bronce
| Año  | Categoría                                                                           | Trabajo        | Resultado |
| ---- | ----------------------------------------------------------------------------------- | -------------- | --------- |
| 2005 | Mejor actriz o actor (junto a su padre Héctor Alterio y su hermano Ernesto Alterio) | Entre nosotros | Ganadora  |

Premios ATV
| Año  | Categoría                     | Trabajo                | Resultado |
| ---- | ----------------------------- | ---------------------- | --------- |
| 2004 | Mejor interpretación femenina | Aquí no hay quien viva | Ganadora  |

Festival Internacional de Cine Independiente de Ourense
| Año  | Categoría                     | Trabajo             | Resultado |
| ---- | ----------------------------- | ------------------- | --------- |
| 2002 | Mejor interpretación femenina | El balancín de Iván | Ganadora  |

Premios San Pancracio del Festival Solidario de Cine Español de Cáceres
| Año  | Categoría    | Trabajo          | Resultado |
| ---- | ------------ | ---------------- | --------- |
| 2009 | Mejor actriz | Una palabra tuya | Ganadora  |

Premios Turia
| Año  | Categoría    | Trabajo                | Resultado |
| ---- | ------------ | ---------------------- | --------- |
| 2011 | Mejor actriz | Cinco metros cuadrados | Ganadora  |

Premios Mayte de Teatro
| Año  | Categoría                    | Trabajo   | Resultado |
| ---- | ---------------------------- | --------- | --------- |
| 2009 | Mejor interpretación teatral | Tío Vania | Nominada  |

Premios Pizquita Series
| Año  | Categoría                                              | Trabajo    | Resultado |
| ---- | ------------------------------------------------------ | ---------- | --------- |
| 2011 | Mejor interpretación femenina en serie cómica española | BuenAgente | Ganadora  |